# Jeroen de Vries
Jeroen Willem Egbert de Vries (Groningen, 9 februari 1971) is een Nederlands politicus. Hij was van 11 juni 2019 tot en met 12 juni 2023 lid van de Eerste Kamer en van 21 april 2021 tot en met 28 maart 2023 lid van de Provinciale Staten in Groningen.

## Biografie
De Vries stond op plaats elf op de kandidatenlijst van Forum voor Democratie (FVD) bij de Tweede Kamerverkiezingen in 2017. FVD behaalde twee zetels. De Vries werkte van 1 juni 2015 tot juni 2019 als persvoorlichter van de FVD-fractie in de Tweede Kamer der Staten-Generaal.
De Vries stond op de vijfde plaats op de kandidatenlijst van FVD voor de Eerste Kamerverkiezingen van 27 mei 2019. FVD behaalde twaalf zetels, voldoende om verkozen te worden. De Vries werd op 11 juni 2019 geïnstalleerd als senator in de Eerste Kamer. Echter ontstond er veel reuring in de fractie van FVD. De Vries stond niet achter het beleid en de standpunten die onder aanvoering van Thierry Baudet werden gehanteerd bij FVD. Op 20 augustus 2019 trad hij in de Eerste Kamer daarom toe tot de fractie-Otten. Voor deze fractie en de later opgerichte partij Groep Otten (GO) was De Vries persvoorlichter. Bovendien was hij vice-voorzitter van de Eerste Kamercommissie voor Koninkrijksrelaties (KOREL).
Daarnaast stond De Vries op de tiende plaats op de FVD-kandidatenlijst voor de Provinciale Statenverkiezingen van 20 maart 2019 in Groningen. Hij werd niet direct Statenlid, maar wegens het vertrek van iemand anders kon hij daar op 21 april 2021 ook een plaats innemen, waarvoor hij naar Groningen verhuisde. Hiermee vormde hij als fractie GO een nieuwe fractie in de Groningse Staten.
GO deed niet mee aan de Provinciale Staten- en Eerste Kamerverkiezingen van 2023, waardoor De Vries' termijnen in deze organen afliepen op 28 maart en 12 juni 2023.
Voorafgaand aan zijn politieke carrière was De Vries werkzaam in de makelaardij.

## Persoonlijk
Jeroen de Vries heeft met zijn partner twee kinderen, een zoon en een dochter.
- Parlement.com: vkwqlruem8sd